# Valgus
Valgus — род мелких пластинчатоусых жуков в подсемействе бронзовок.

## Морфология
Длина тела этих жуков обычно не превышает 10 мм. Их кутикула отличается наличием многочисленных чешуек. Места размещения антенн видны при взгляде сверху. Челюсти увенчаны терминальными волосками, образующими щетку, участвующую во всасывании пищи. Переднеспинка уже надкрылий; её с двумя параллельными центральными ребрами и углублениями. Среднегрудные эпимериты не видны, если смотреть сверху. Ноги с длинными лапками. На голенях передних ног по пять зазубрин. На кончиках голеней средних ног по паре шипов. Задние ноги с широко расставленными бедрами. Последняя пара дыхалец приподнята.

## Биология и экология
Взрослые насекомые встречаются на цветках травянистых растений, кустарников и деревьев, где они питаются нектаром и пыльцой. Личинки питаются заплесневелой, гниющей древесиной пней и упавших лиственных деревьев. Копуляция происходит на кормовом субстрате личинок, и самка откладывает яйца с помощью шипа на вершине пигидия. Окукливание происходит осенью в камере, где зимуют взрослые особи. Жизненный цикл длится один год.
Многие виды являются термитофилами. Копуляция происходит в ходах термитов родов Reticulitermes и Zootermopsis, а материалом для размножения служат стенки их гнезд, построенные на мертвых деревьях, стоячих деревьях или пнях.

## Распространение
Представители рода встречаются в трех зоогеографических землях: неарктической, палеарктической и восточной. Большинство палеарктических видов встречается в Восточной Азии. В Европе, включая Польшу встречается только пестряк короткокрылый.

## Виды
Род включает 20 видов:
- Valgus albomaculatus Kraatz, 1896
- Valgus californicus Horn, 1870
- Valgus canaliculatus (Olivier, 1789)
- Valgus cristatus Gestro, 1891
- Valgus distinctus Nonfried, 1895
- Valgus fuscatus Kraatz, 1896
- Valgus hemipterus (Linnaeus, 1758)
- Valgus heydeni Semenov, 1891
- Valgus koreanus Sawada, 1944
- †Valgus oeningensis Heer, 1862
- Valgus okajimai Kobayashi, 1994
- Valgus parvicollis Fairmaire, 1891
- Valgus parvulus Burmeister & Schaum, 1840
- Valgus quadrimaculatus Kraatz, 1883
- Valgus savioi Pic, 1928
- Valgus seticollis (Palisot de Beauvois, 1805)
- Valgus smithii W.S. MacLeay, 1838
- Valgus sumatranus Gestro, 1891
- Valgus thibetanus Nonfried, 1891
- Valgus tonkinensis Arrow, 1944